# Vietnam International Series 2015
Die Vietnam International Series 2015 im Badminton fand vom 30. September bis zum 4. Oktober 2015 in Đà Nẵng statt. Das Turnier ist nicht zu verwechseln mit den Vietnam International 2015.

## Sieger und Platzierte
| Disziplin    | Gold                                          | Silber                                   | Bronze                           |
| ------------ | --------------------------------------------- | ---------------------------------------- | -------------------------------- |
| Herreneinzel | Krishna Adi Nugraha                           | Enzi Shafira                             | Panji Ahmad Maulana              |
| Herreneinzel | Krishna Adi Nugraha                           | Enzi Shafira                             | Phạm Cao Cường                   |
| Dameneinzel  | Goh Jin Wei                                   | Chen Su-yu                               | Rusydina Antardayu Riodingin     |
| Dameneinzel  | Goh Jin Wei                                   | Chen Su-yu                               | Yeo Jia Min                      |
| Herrendoppel | Hardianto Kenas Adi Haryanto                  | Hantoro Rian Swastedian                  | Low Juan Shen Tai An Khang       |
| Herrendoppel | Hardianto Kenas Adi Haryanto                  | Hantoro Rian Swastedian                  | Tan Wee Gieen Teo Ee Yi          |
| Damendoppel  | Gebby Ristiyani Imawan Tiara Rosalia Nuraidah | Nisak Puji Lestari Merisa Cindy Sahputri | Melvira Oklamona Rika Rositawati |
| Damendoppel  | Gebby Ristiyani Imawan Tiara Rosalia Nuraidah | Nisak Puji Lestari Merisa Cindy Sahputri | Nguyễn Thị Sen Vũ Thị Trang      |
| Mixed        | Rian Swastedian Masita Mahmudin               | Tan Kian Meng Peck Yen Wei               | Hafiz Faizal Shella Devi Aulia   |
| Mixed        | Rian Swastedian Masita Mahmudin               | Tan Kian Meng Peck Yen Wei               | Hardianto- Ulfa Zakia            |